# 다코타인
다코타인(Dakota people) 또는 다코타족은 수족의 3대 부족 중 2개 부족을 통틀어 이루어진 민족이다. Santee라고도 하는 동부 다코타인과 Yankton이라고 하는 서부 다코타인으로 나뉜다. 다코타 준주, 사우스다코타주, 노스다코타주는 이 민족의 이름을 따서 명명되었다.